# Rusubbicari
Rusubbicari (łac. Diocesis  Rusubbicarensis) – stolica historycznej diecezji we Cesarstwie rzymskim w prowincji Mauretania Cezarensis, zlikwidowana w VII w. podczas ekspansji islamskiej, współcześnie w północnej Algierii. Obecnie katolickie biskupstwo tytularne. 

## Biskupi tytularni
| Lp. | Biskup                                | Funkcja                                           | Od                | Do              |
| --- | ------------------------------------- | ------------------------------------------------- | ----------------- | --------------- |
| 1   | José da Silva Chaves                  | biskup pomocniczy Uruaçu (Brazylia)               | 29 listopada 1967 | 14 maja 1976    |
| 2   | Victor León Esteban San Miguel y Erce | wikariusz apostolski Kuwejtu                      | 31 maja 1976      | 4 kwietnia 1995 |
| 3   | Douglas Young                         | biskup pomocniczy Mount Hagen (Papua-Nowa Gwinea) | 14 kwietnia 2000  | 17 lipca 2006   |
| 4   | Sergio Buenanueva                     | biskup pomocniczy Mendozy (Argentyna)             | 16 lipca 2008     | 31 maja 2013    |
| 5   | Jose Puthenveettil                    | biskup pomocniczy Ernakulam-Angamaly (Indie)      | 23 sierpnia 2013  |                 |